# Gustaf Lettström
Gustaf Lettström, född 30 juli 1913 i Stockholm, död 21 juni 1999 på Sköldnora kungsgård, Upplands Väsby, Stockholms län, var en svensk arkitekt.

## Biografi

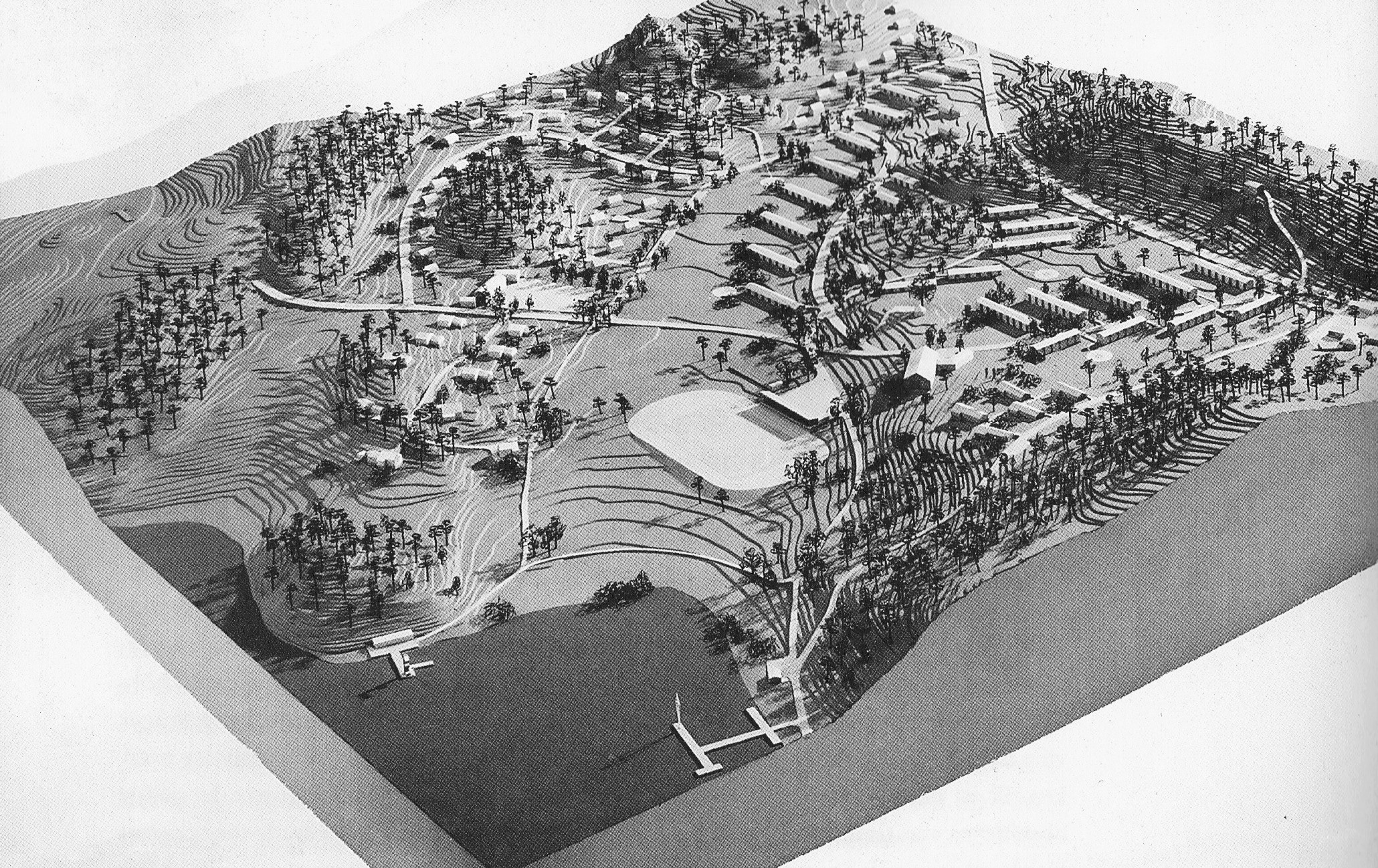
Modell över bostadsområdet Stora Vika.

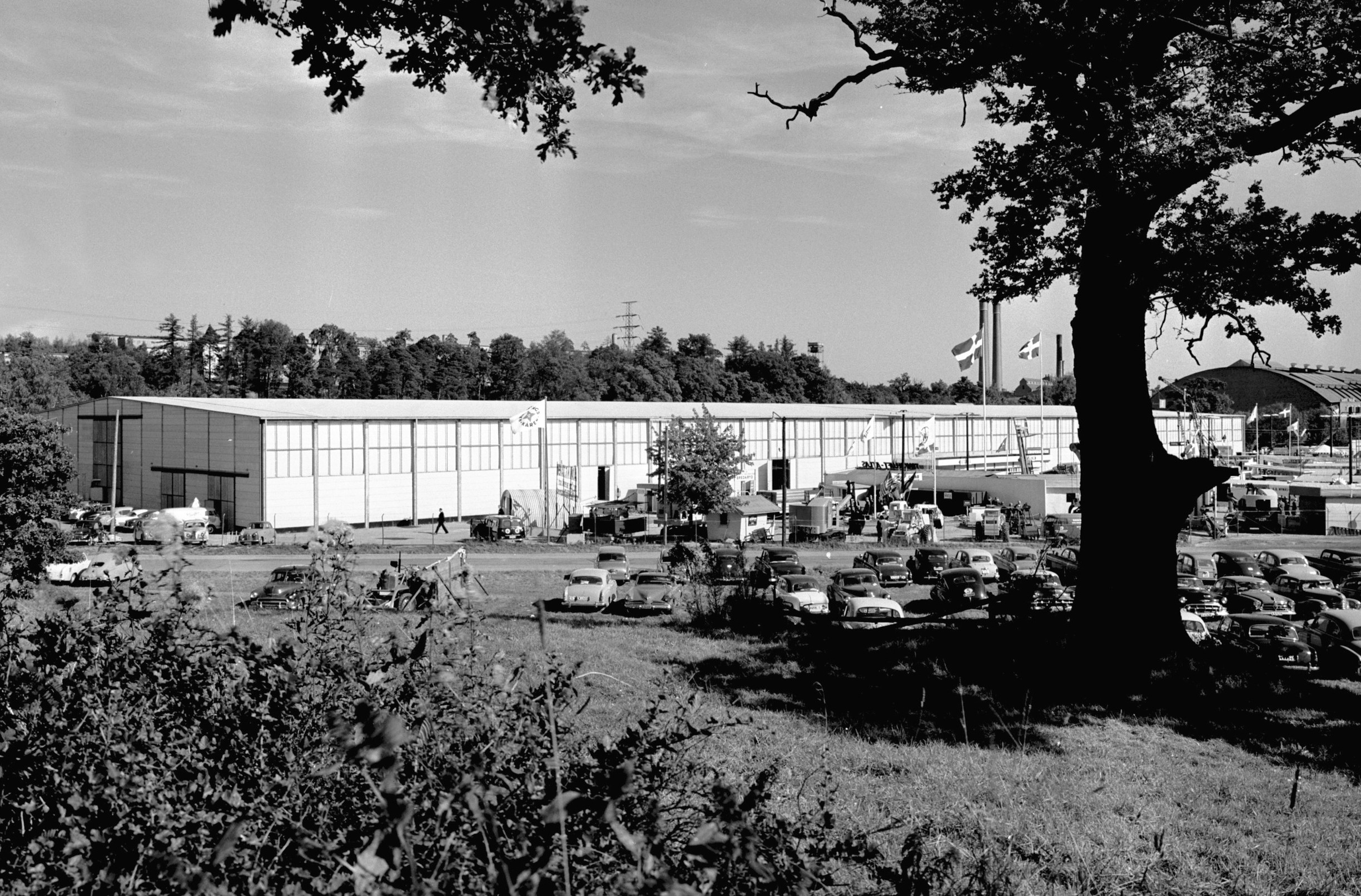
Sankt Eriks-Hallen 1950-tal

Lettström var son till godsägaren Einar Lettström och Ella, född Ringe, samt brorson till Harald Lettström. Han avlade examen vid KTH 1935 och vid Kungliga Konsthögskolan 1941. Genom stipendier på de båda skolorna företog han flera studieresor till ett stort antal europeiska länder samt USA, Kuba och Mexiko. 
Lettström var anställd på KF:s arkitektkontor 1935-1936, vid Kungliga Djurgårdskommissionen 1936-1937 samt vid Stockholms byggnadsnämnd 1941-1945. Från 1935 drev han egen arkitektverksamhet i städer som Stockholm, Eskilstuna och Göteborg. Lettström var från 1977 delägare i FFNS arkitektkontor. Totalt står han bakom cirka 3650 genomförda projekt.
Lettström är far till affärsmannen Anders Lettström.

## Verk i urval
- Badmintonhallen i Stockholm, 1942
- Stora Vika, bostäder m.m., Nynäshamns kommun, 1946-48
- Cementa, Liljeholmen, 1946-48
- Råsundavägen 152-158, Solna stad, 1950-52
- Svenska Industritjänstemannaförbundet, Linnégatan 18 - Majorsgatan 17, 19, Stockholm, 1952-1954
- Tillbyggnad, S:t Eskils gymnasium, Eskilstuna, 1955
- Idrottshall, Sandbacka, Umeå, 1956
- Törnet 10, Rosengatan, Stockholm, 1954-1957
- Länsmuseet i Jönköping, 1956
- Gruvlave vid Sköttgruvan i Mossgruvan, Ljusnarsberg, 1956-58
- Villa Juto, Mölnavägen 8, Lidingö, 1957
- S:t Erikshallen för Sankt Eriks-Mässan, 1957
- Näringslivets hus, Storgatan 15 A, B - Artillerigatan 34 A, B, Stockholm, 1957-1960
- Täby Galopp, 1960
- AB Tekniska Byggnadsbyrån, Linnégatan 78, Stockholm 1963.
- SKF:s huvudkontor (HK3), Göteborg, 1963-67
- Banérgatan 10, Narvavägen 10, bostäder och kontor, Östermalm, 1963-1965
- Stadsbibliotek i Eskilstuna, 1966
- Skandinaviska paviljongen på världsutställningen i Montreal, 1967.
- Brandbergen, Haninge kommun, 1968-70
- Småhusbebyggelse, Båthöjden/Fisksätra, Nacka, 1970-72
- Sankt Pauli kyrka, Eskilstuna, 1977
- Båstads tennisstadion

## Bilder verk i urval

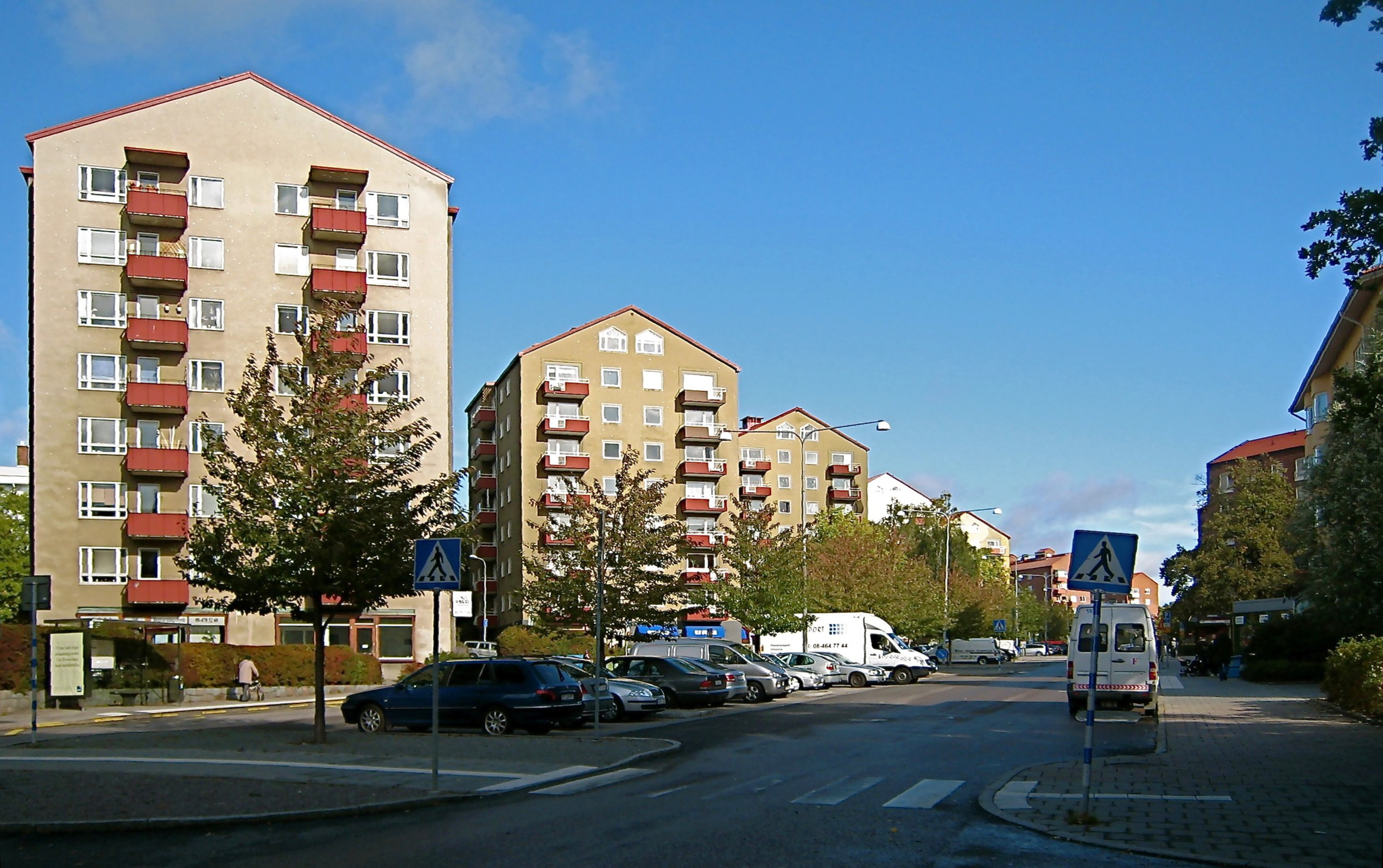
Punkthus på Råsundavägen 152-158 i Solna
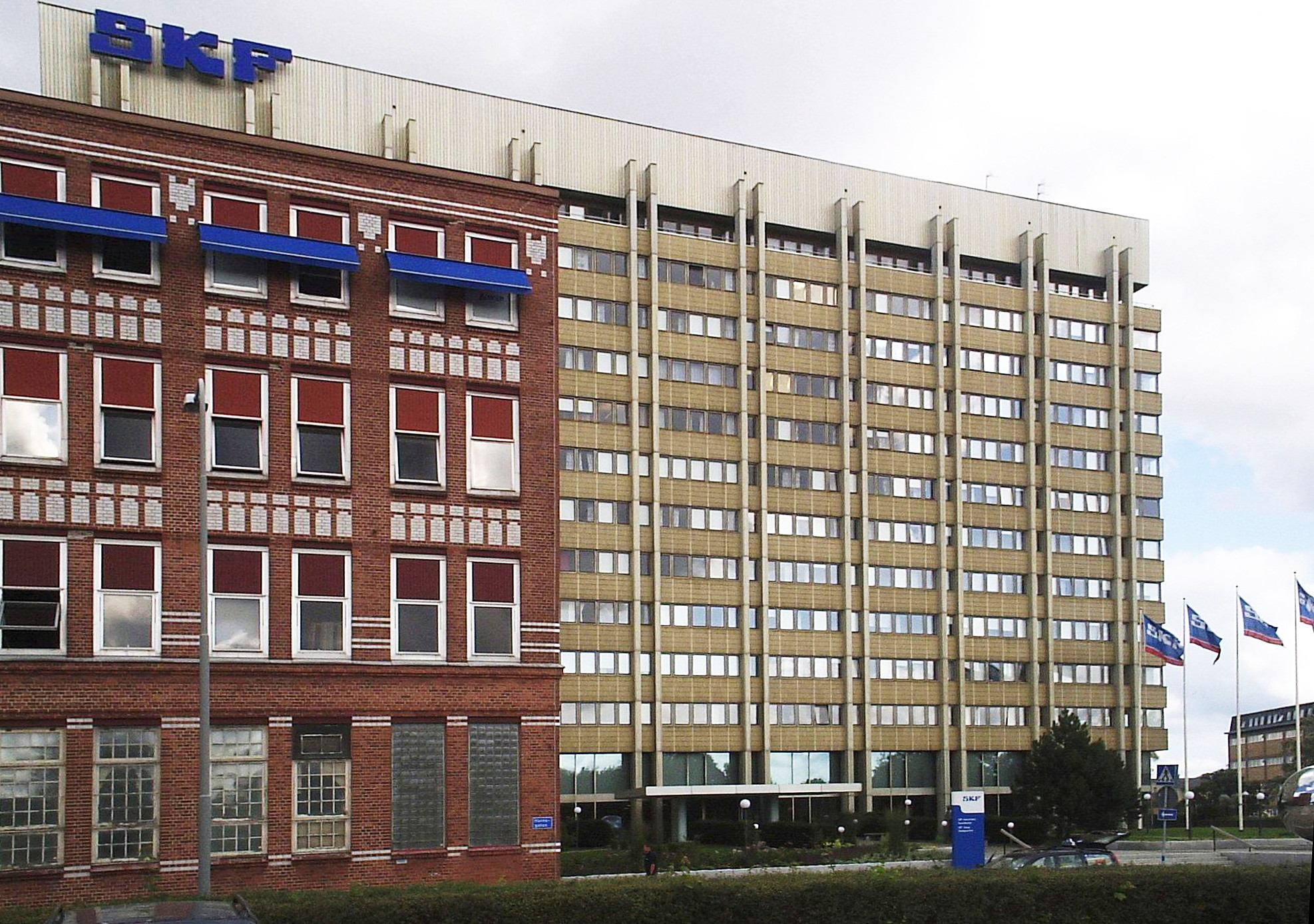
SKF:s huvudkontor i Göteborg
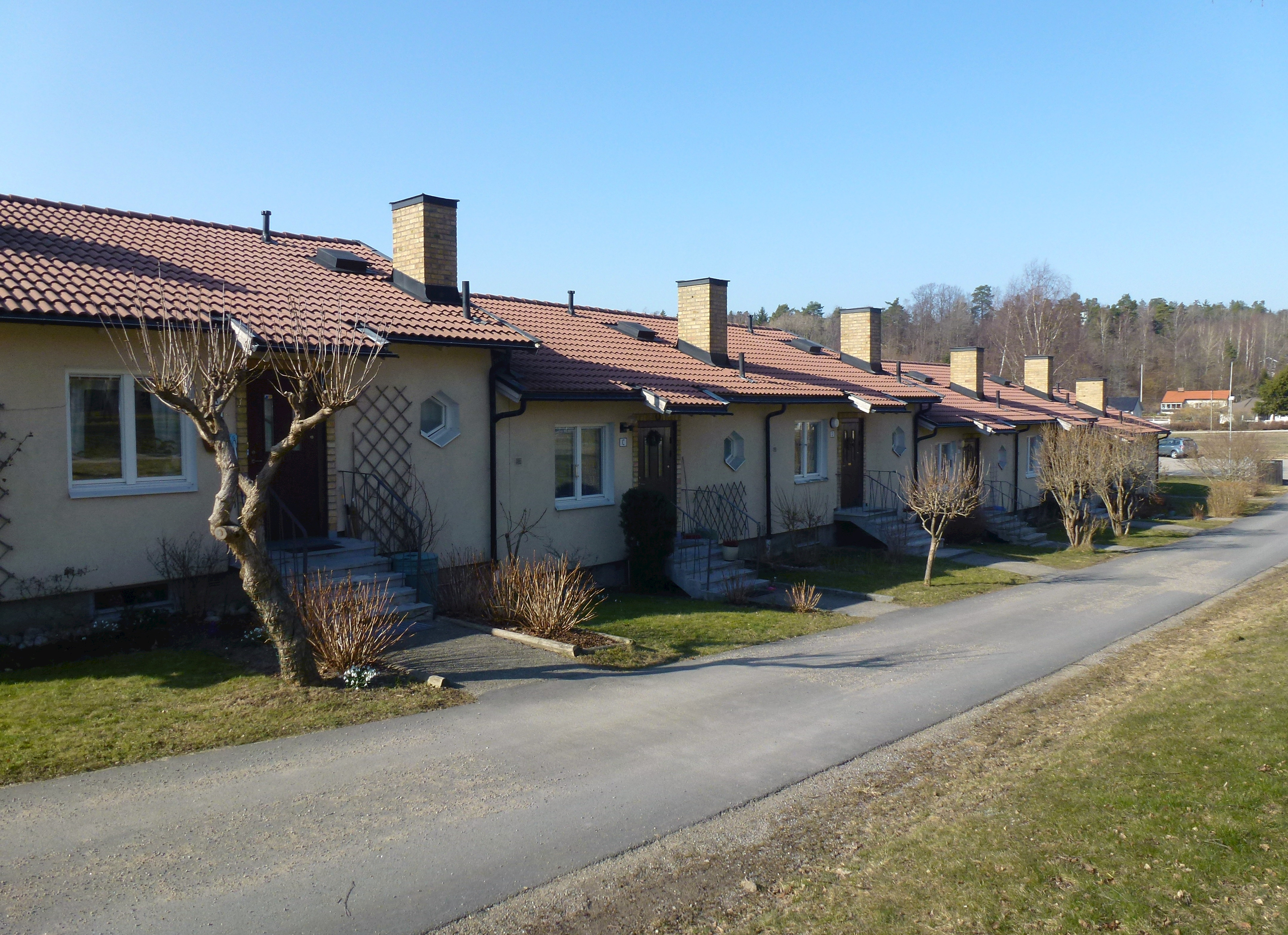
Arbetarbostäder i Stora Vika
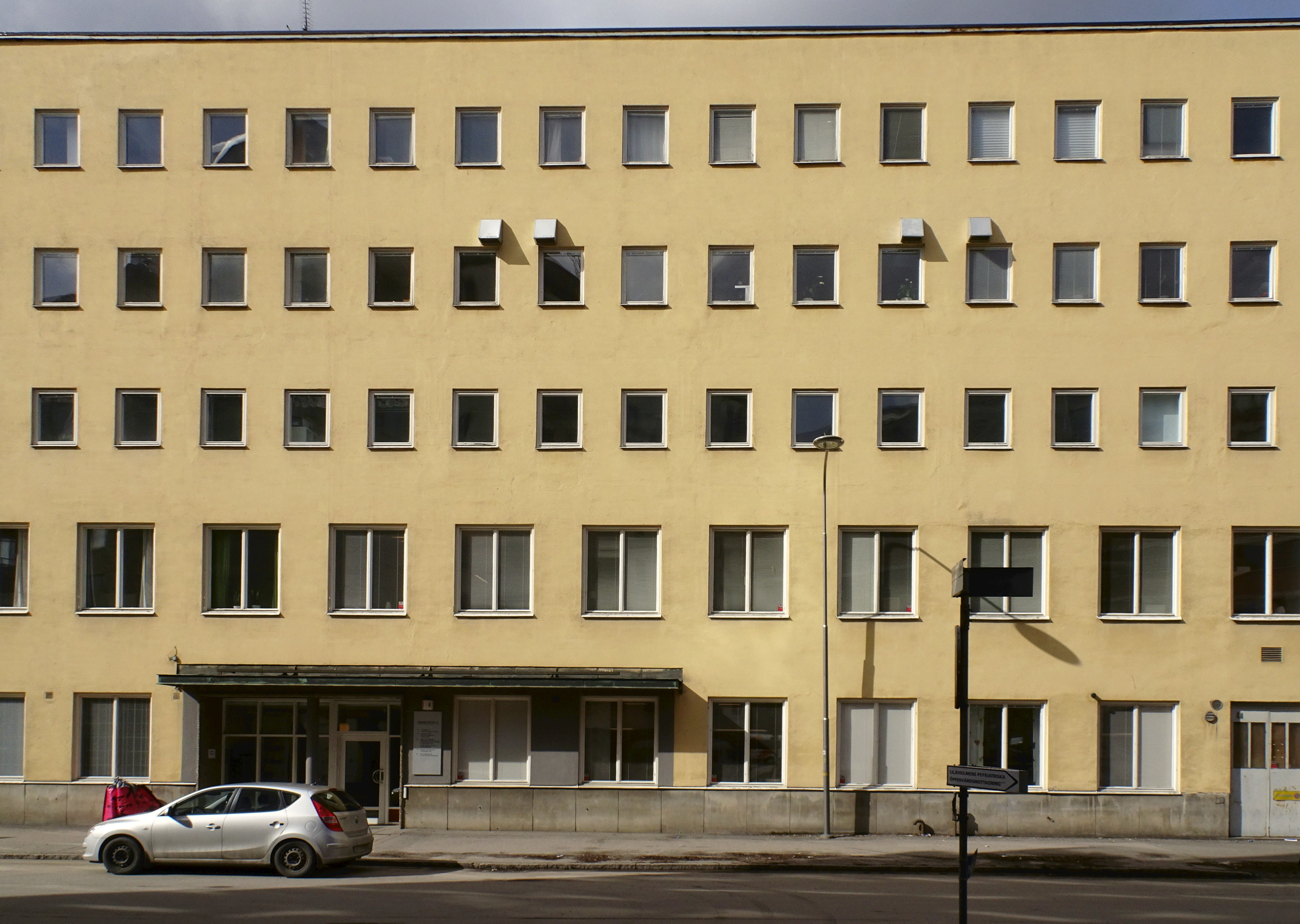
Strängbetongs f.d. huvudkontor i kvarteret Tryckeriet i Liljeholmen
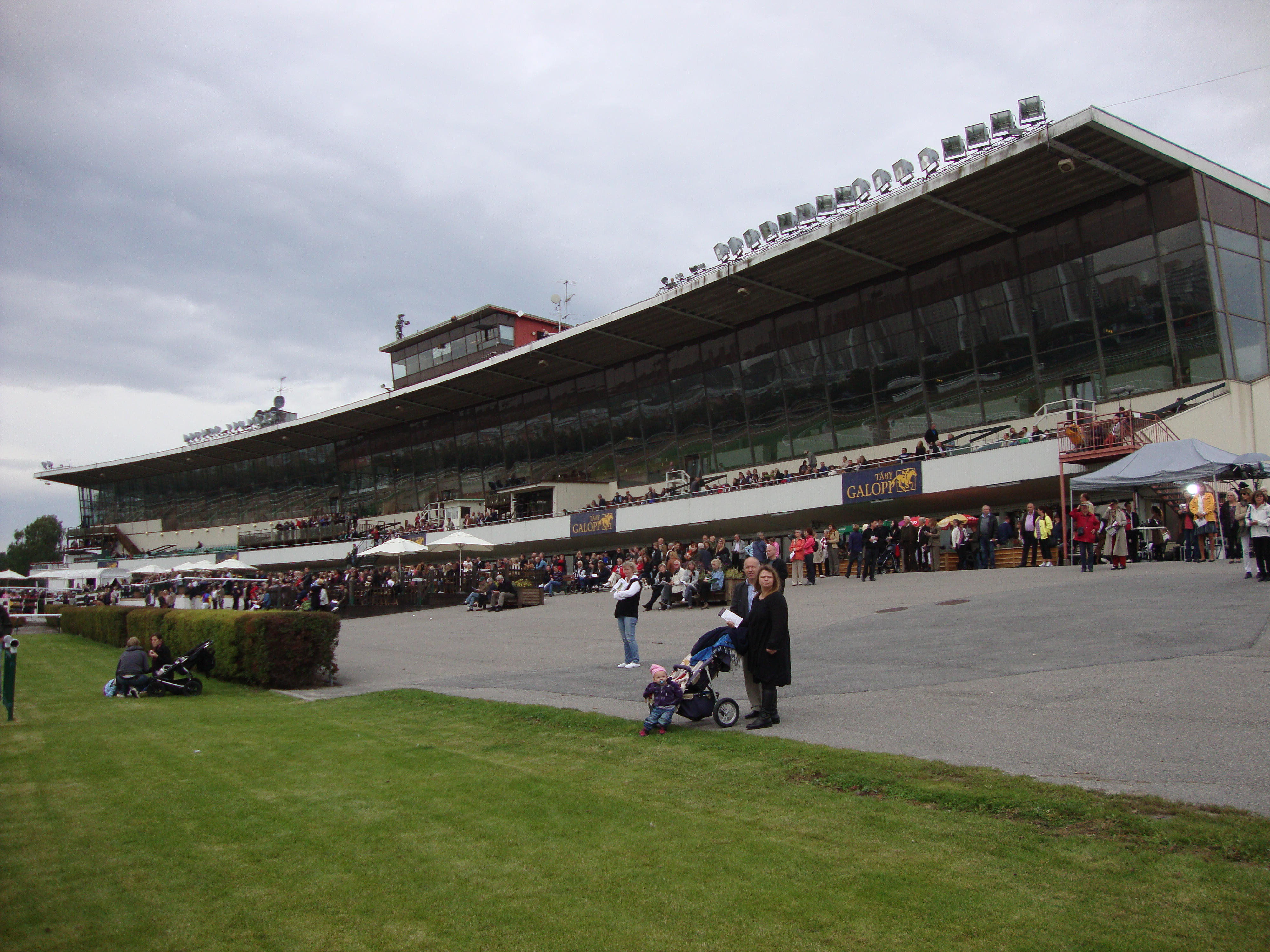
Täby galopp
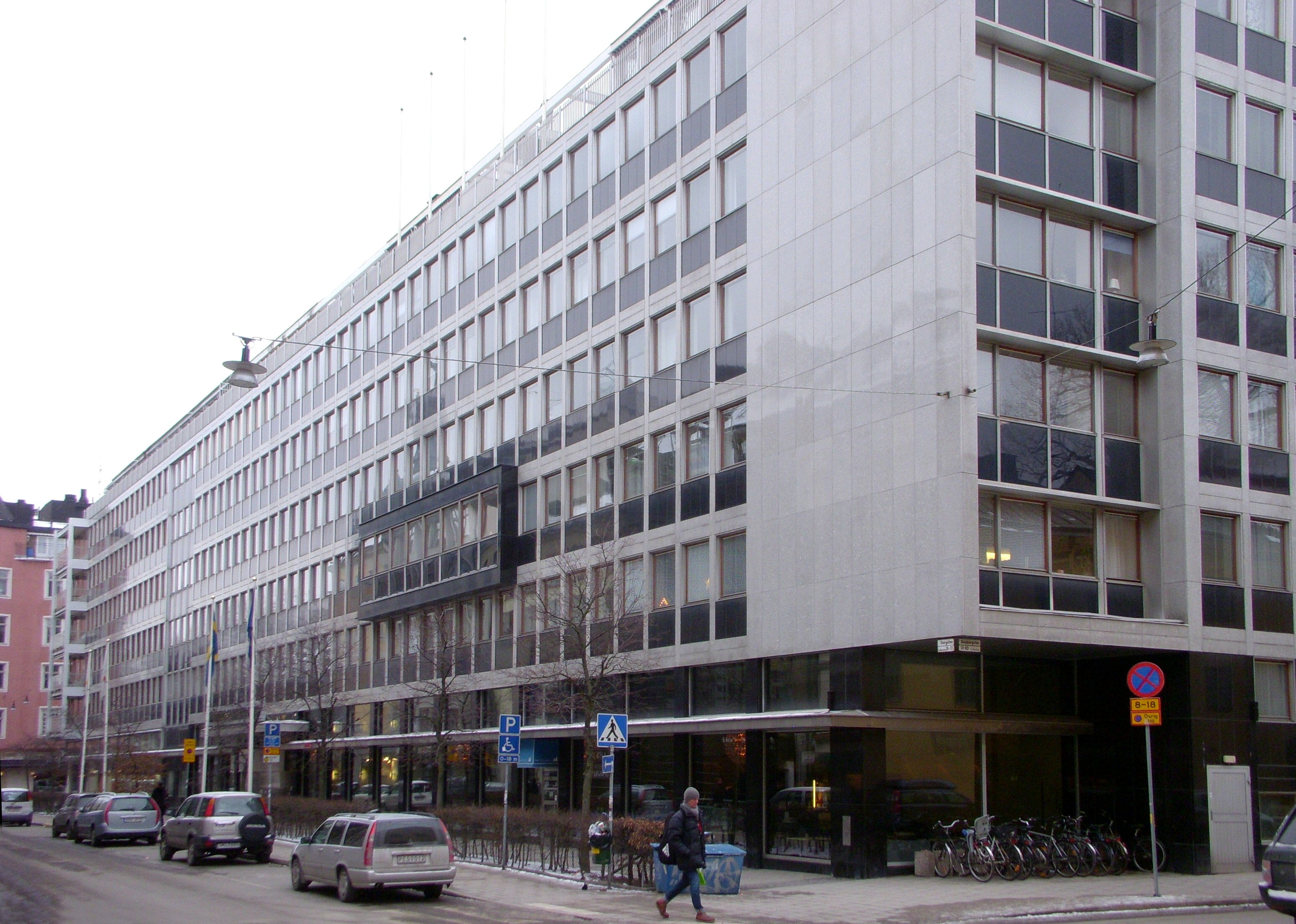
Näringslivets hus, Stockholm
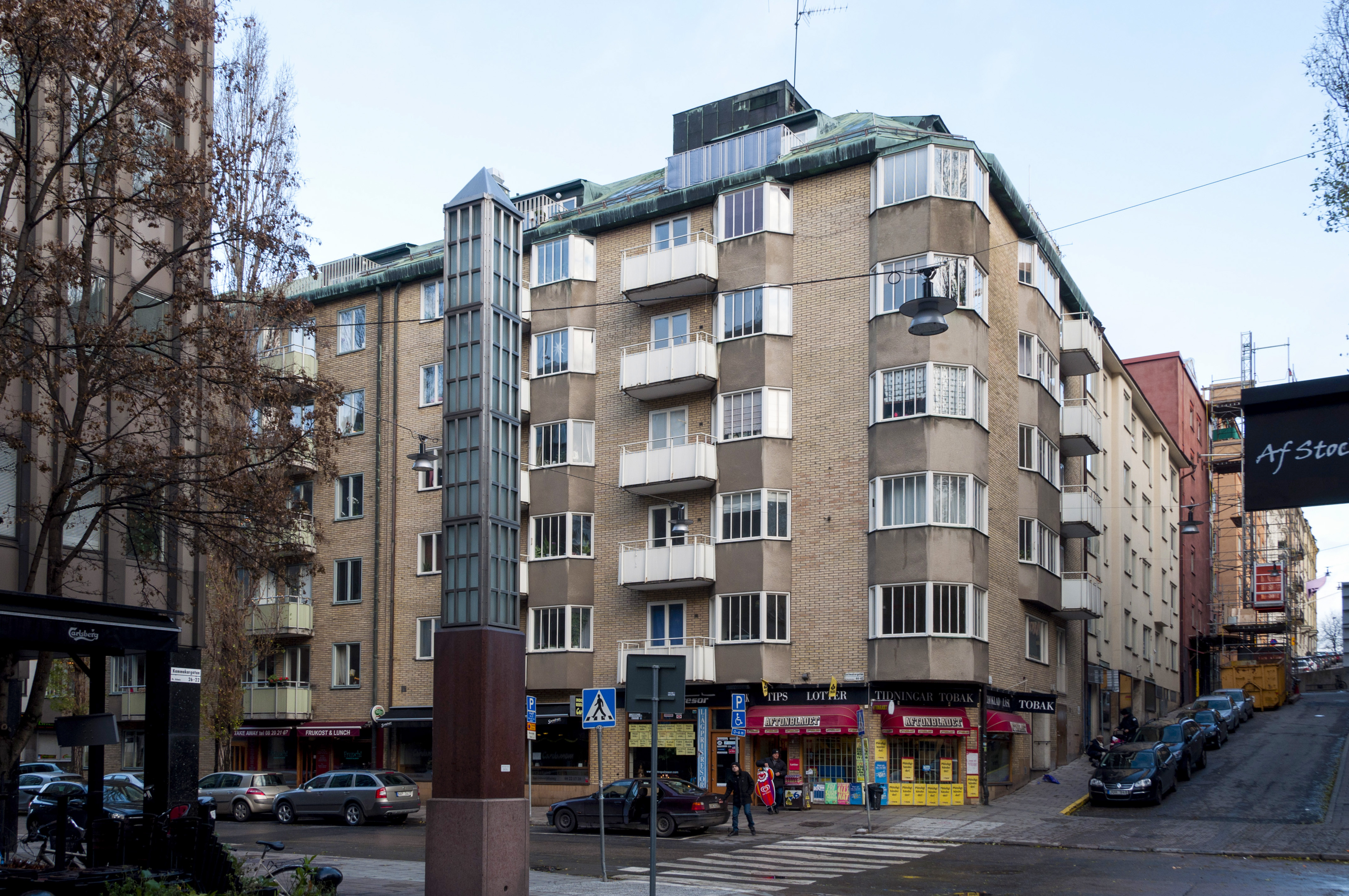
Rosenbusken 18, Stockholm